# The Alchemy Index Vols. III & IV
The Alchemy Index Vols. III & IV es el sexto álbum de estudio de la banda Thrice. Este álbum consiste en los dos primeros volúmenes de The Alchemy Index, un álbum conceptual de cuatro discos que se dividió en dos lanzamientos, el primero fue en octubre de 2007 y el segundo fue el 15 de abril de 2008.
La banda originalmente planeó lanzar cuatro discos a la vez, cada disco con seis pistas que representan uno de los cuatro elementos clásicos: Fire (Fuego), Water (Agua), Earth (Tierra) y Air (Aire). El álbum se grabó desde finales de 2006 hasta principios de 2007, y un blog titulado The Alchemy Index describió el progreso del álbum para los fans. La obra de arte del álbum fue diseñada por Dustin Kensrue.
The Alchemy Index Vols. III & IV: Air & Earth debutaron en el número 17 en el Billboard 200, vendiendo 21,400 copias en su primera semana. Se ubicó en otras tres listas de componentes: número 1 en álbumes independientes, número 4 en álbumes alternativos y mejores álbumes de rock. Fuera de los Estados Unidos, Alcanzó el número 13 en Canadá y el número 140 en el Reino Unido.

## Lista de canciones
Vol III: Air

| Vol III: Air |                               |          |  |
| N.º          | Título                        | Duración |  |
| 1.           | «Broken Lungs»                | 4:14     |  |
| 2.           | «The Sky Is Falling»          | 4:21     |  |
| 3.           | «A Song for Milly Michaelson» | 5:07     |  |
| 4.           | «Daedalus»                    | 6:00     |  |
| 5.           | «As the Crow Flies»           | 2:22     |  |
| 6.           | «Silver Wings»                | 2:10     |  |

Vol IV: Earth

| Vol IV: Earth |                                             |          |  |
| N.º           | Título                                      | Duración |  |
| 1.            | «Moving Mountains»                          | 2:55     |  |
| 2.            | «Digging My Own Grave»                      | 3:04     |  |
| 3.            | «The Earth Isn't Humming» (cover de Frodus) | 4:58     |  |
| 4.            | «The Lion and the Wolf»                     | 2:42     |  |
| 5.            | «Come All You Weary»                        | 4:08     |  |
| 6.            | «Child of Dust»                             | 3:09     |  |